# لووتشنا پود کلینووتسم
لووتشنا پود کلینووتسم (به چکی: Loučná pod Klínovcem) یک شهر در جمهوری چک است که در ناحیه خوموتوو واقع شده‌است. لووتشنا پود کلینووتسم ۹۱ نفر جمعیت دارد.